# Bundestagswahlkreis Berlin-Hohenschönhausen – Pankow – Weißensee
Der Bundestagswahlkreis Berlin-Hohenschönhausen – Pankow – Weißensee war ein Bundestagswahlkreis in Berlin, der in dieser Form für zwei Wahlperioden von 1994 bis 2002 existierte. Er umfasste die damaligen Bezirke Pankow, Hohenschönhausen sowie Weißensee. Zur Bundestagswahl 2002 ging sein Gebiet im  Bundestagswahlkreis Berlin-Pankow auf.

## Wahlergebnisse

### Bundestagswahl 1998
| Kandidaten                     | Kandidaten                  | Parteien/Listen     | Erststimmen | Erststimmen | Zweitstimmen | Zweitstimmen |
| Kandidaten                     | Kandidaten                  | Parteien/Listen     | Stimmen     | %           | Stimmen      | %            |
| ------------------------------ | --------------------------- | ------------------- | ----------- | ----------- | ------------ | ------------ |
|                                | Ralf Hillenberg             | SPD                 | 62.064      | 34,0        | 65.393       | 35,7         |
|                                | Sabine Bergmann-Pohl        | CDU                 | 29.239      | 16,0        | 29.403       | 16,0         |
|                                | Manfred Müllergewählt im WK | PDS                 | 65.357      | 35,8        | 53.333       | 29,1         |
|                                | Claudia Hämmerling          | GRÜNE               | 8.585       | 4,7         | 11.220       | 6,1          |
|                                | Werner Upmeier              | FDP                 | 2.913       | 1,6         | 4.143        | 2,3          |
|                                | −                           | APPD                | –           | –           | 139          | 0,1          |
|                                | −                           | APD                 | –           | –           | 878          | 0,5          |
|                                | −                           | BüSo                | –           | –           | 61           | 0,0          |
|                                | Hans-Eberhard Zahn          | BFB – Die Offensive | 986         | 0,5         | 377          | 0,2          |
|                                | −                           | Chance 2000         | –           | –           | 532          | 0,3          |
|                                | –                           | DVU                 | –           | –           | 5.331        | 2,9          |
|                                | Evelyn Klein                | Graue               | 2.035       | 1,1         | 1.384        | 0,8          |
|                                | Georg Schadewald            | REP                 | 9.418       | 5,2         | 5.642        | 3,1          |
|                                | −                           | Die Frauen          | –           | –           | 334          | 0,2          |
|                                | −                           | HP                  | –           | –           | 49           | 0,0          |
|                                | −                           | Pro DM              | –           | –           | 1.622        | 0,9          |
|                                | −                           | MLPD                | –           | –           | 46           | 0,0          |
|                                | −                           | Tierschutz          | –           | –           | 947          | 0,5          |
|                                | −                           | NPD                 | –           | –           | 1.248        | 0,7          |
|                                | Ines Methner                | Naturgesetz         | 592         | 0,3         | 259          | 0,1          |
|                                | Andrew Kramer               | ÖDP                 | 180         | 0,1         | 87           | 0,0          |
|                                | Andreas Lüdecke             | PASS                | 1.376       | 0,8         | 779          | 0,4          |
|                                | −                           | PSG                 | –           | –           | 45           | 0,0          |
| Gesamt                         | Gesamt                      | Gesamt              | 182.745     | 100         | 183.252      | 100          |
|                                |                             |                     |             |             |              |              |
| Ungültige Stimmen              | Ungültige Stimmen           | Ungültige Stimmen   | 2.289       | 1,2         | 1.782        | 1,0          |
| Wähler                         | Wähler                      | Wähler              | 185.034     | 80,4        | 185.034      | 80,4         |
| Wahlberechtigte                | Wahlberechtigte             | Wahlberechtigte     | 230.062     |             | 230.062      |              |
|                                |                             |                     |             |             |              |              |
| Quellen: Der Bundeswahlleiter, |                             |                     |             |             |              |              |

### Bundestagswahl 1994
| Kandidaten                     | Kandidaten                  | Parteien/Listen   | Erststimmen | Erststimmen | Zweitstimmen | Zweitstimmen |
| Kandidaten                     | Kandidaten                  | Parteien/Listen   | Stimmen     | %           | Stimmen      | %            |
| ------------------------------ | --------------------------- | ----------------- | ----------- | ----------- | ------------ | ------------ |
|                                | −                           | SPD               | 51.794      | 32,0        | 54.220       | 33,5         |
|                                | −                           | CDU               | 31.887      | 19,7        | 34.123       | 21,1         |
|                                | Manfred Müllergewählt im WK | PDS               | 59.503      | 36,8        | 54.023       | 33,3         |
|                                | −                           | GRÜNE             | 10.413      | 6,4         | 9.690        | 6,0          |
|                                | −                           | FDP               | 2.527       | 1,6         | 3.557        | 2,2          |
|                                | −                           | Solidarität       | –           | –           | 95           | 0,1          |
|                                | −                           | BSA               | –           | –           | 23           | 0,0          |
|                                | −                           | Graue             | 2.853       | 1,8         | 2.024        | 1,2          |
|                                | −                           | Naturgesetz       | –           | –           | 400          | 0,2          |
|                                | −                           | REP               | 2.825       | 1,7         | 2.019        | 1,2          |
|                                | −                           | MLPD              | –           | –           | 36           | 0,0          |
|                                | −                           | ÖDP               | –           | –           | 136          | 0,1          |
|                                | −                           | PASS              | –           | –           | 811          | 0,5          |
|                                | −                           | STATT             | –           | –           | 302          | 0,2          |
| Gesamt                         | Gesamt                      | Gesamt            | 161.802     | 100         | 162.013      | 100          |
|                                |                             |                   |             |             |              |              |
| Ungültige Stimmen              | Ungültige Stimmen           | Ungültige Stimmen | 1.615       | 1,0         | 1.404        | 0,9          |
| Wähler                         | Wähler                      | Wähler            | 163.417     | 77,7        | 163.417      | 77,7         |
| Wahlberechtigte                | Wahlberechtigte             | Wahlberechtigte   | 210.242     |             | 210.242      |              |
|                                |                             |                   |             |             |              |              |
| Quellen: Der Bundeswahlleiter, |                             |                   |             |             |              |              |

## Wahlkreisgeschichte
| Wahl | Wahlkreisname                                | Gebiet                                         | Wahlkreissieger | Partei | Erststimmen |
| ---- | -------------------------------------------- | ---------------------------------------------- | --------------- | ------ | ----------- |
| 1994 | 261 Berlin-Hohenschönhausen-Pankow-Weißensee | Bezirke Pankow, Hohenschönhausen und Weißensee | Manfred Müller  | PDS    | 36,8 %      |
| 1998 | 261 Berlin-Hohenschönhausen-Pankow-Weißensee | Bezirke Pankow, Hohenschönhausen und Weißensee | Manfred Müller  | PDS    | 35,8 %      |